# Goring-on-Thames
Goring-on-Thames (hay Goring) là một ngôi làng tương đối lớn và một xã (civil parish) bên sông Thames ở Nam Oxfordshire, khoảng 5,5 dặm (8,9 km) phía nam của Wallingford và 8 dặm (13 km) về phía tây bắc của Reading. Nó có một nhà ga xe lửa, nằm trên đường chính giữa Oxford và Luân Đôn trong trung tâm của làng. Là một xã, hầu hết phần đất được trồng trọt và là rừng trên vùng đồi núi Goring Gap thuộc Chiltern Hills. Đồng bằng ven sông là khu dân cư của làng bao gồm high street (đường phố mua sắm), trong đó có một vài cửa hàng, nhà công vụ và nhà hàng. Khu vực bên cạnh đường phố này là các nhà thờ của làng, một trong số đó, nhà thờ Saint Thomas Becket, gian giữa của giáo đường được xây dựng trong 50 năm sau khi ông qua đời vào đầu thế kỷ 13, và sau đó một tháp chuông. Ngôi làng đối diện với Streatley và được kết nối với ngôi làng đó, nơi có một dân số ít hơn và một khách sạn lớn ven sông, gần Goring and Streatley Bridge.

## Địa lý

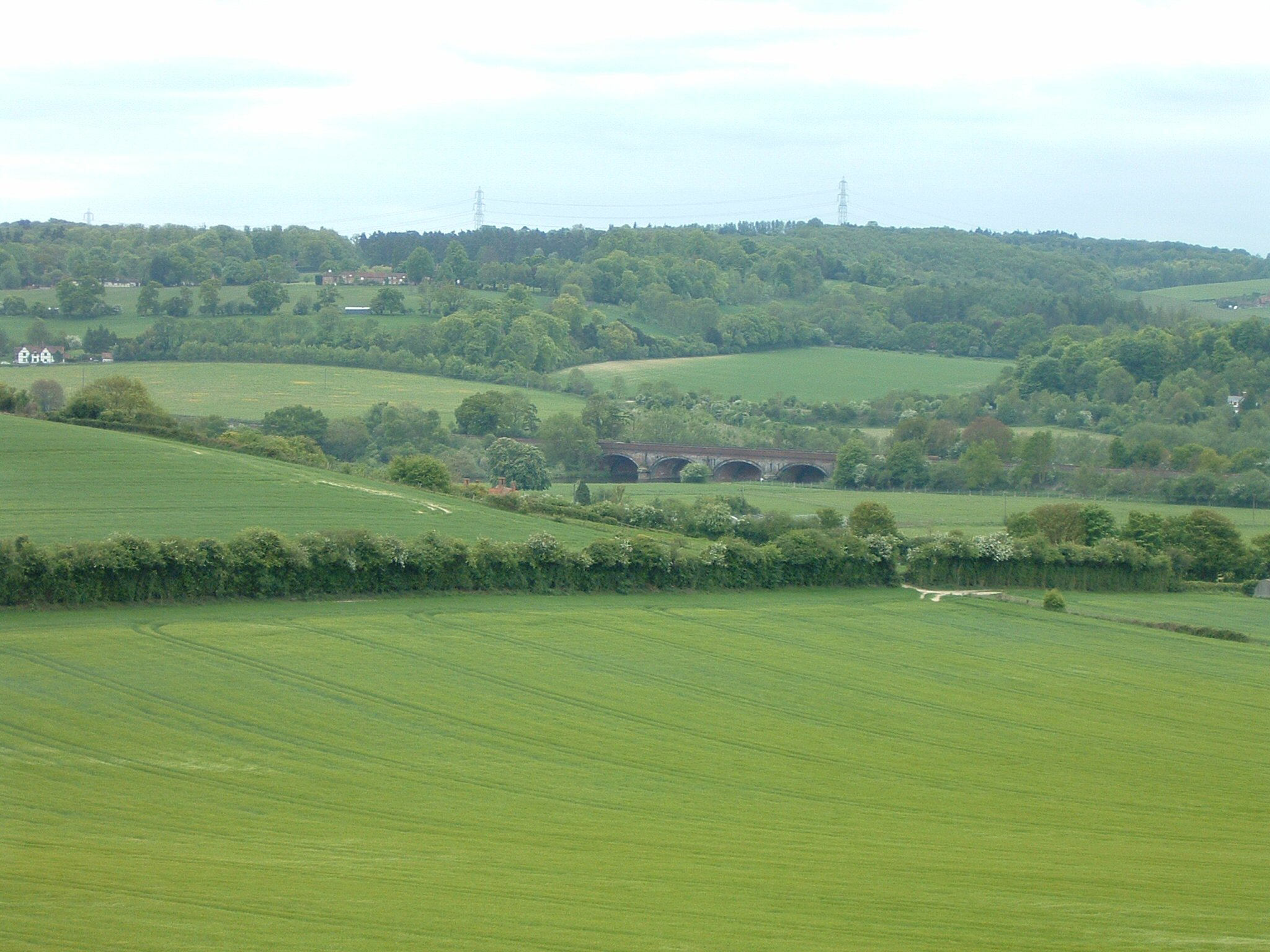
Cầu đường rày xe lửa Gatehampton gần Goring

Goring nằm ở bờ phía bắc của sông Thames, trong Goring Gap ngăn cách Berkshire Downs và Hills Chiltern. Ngôi làng này là khoảng 8 dặm (13 km) về phía tây bắc của Reading và 16 dặm (26 km) về phía nam của Oxford. Ngay bên kia sông là làng Streatley thuộc Berkshire, và cả hai thường được coi là làng sinh đôi, liên kết bởi Goring và Streatley Bridge và đập sông và cổng khóa nước (Goring Lock) kề bên. Sông Thames Path, Icknield Way và Ridgeway qua sông Thames tại Göring. Tuyến đường sắt Great Western Main Line đi qua Goring, và nhà ga Goring & Streatley trong làng được phục vụ bởi hãng xe lửa địa phương First Great Western chạy giữa Reading và Oxford.

## Sources
- Page, William (Ed.) (1907). Victoria County History: A History of the County of Oxford, Volume 2. tr. 103–104.Quản lý CS1: văn bản dư: danh sách tác giả (liên kết)
- Sherwood, Jennifer; Pevsner, Nikolaus (1974). Pevsner Architectural Guides#Buildings of England: Oxfordshire. Harmondsworth: Penguin Books. tr. 613–616. ISBN 0-14-071045-0.